# Союз українських організацій в Австралії
Союз українських організацій в Австралії (СУОА; англ. Australian Federation of Ukrainian Organisations) — центральне об'єднання громадських організацій українців в Австралії для репрезентації та координації праці, засноване 1950 року в Мельбурні (до 1953 — назва Об'єднання Українців Австралії).
СУОА має 24 члени: 7 громад в штатах (у Вікторії, Новому Південному Уельсі, Південні Австралії, Квінсленді й ін.), організації, що діють не менше, ніж у двох штатах, і мають крайову надбудову (найчисленніші: Союз Українок, Союз Українських Католицьких Організацій, молодіжні Пласт і СУМ), та професіональні організації, які мають не менше 100 членів.
Делеґати від цих членів відбувають раз на два роки з'їзди (до 1976 їх відбулося 13) й обирають керівні органи СУОА. Осідок СУОА міняється (найдовше Мельбурн).
СУОА має зв'язки з усіма центральними організаціями українців у вільному світі і є член СКВУ; організує масові виступи українців Австралії (4, серед інших 1967 в Сіднеї у 50-ліття української державності, у 20-ліття українського поселення в Австралії) та культурне влаштування, інформує австралійське суспільство про українську проблематику. У 15-ліття українського поселення в Австралії (1966 р.) видано пам'ятну книжку «Українці в Австралії», а другий том видано 1998 р.
Під час «Помаранчевої революції» СУОА влаштувала громадські виступи в Канберрі, Сіднеї, Мельбурні та Аделаїді на підтримку Віктора Ющенка та проти втручання Росії в українські вибори, а також влаштувала звернення української громади Австралії до уряду країни з вимогою не визнавати результати виборів президента України в 2004 році як сфальсифіковані. Це звернення стало одним з аргументів, пізніше вказаних у заяві уряду Австралії щодо невизнання Віктора Януковича президентом України.

## Голови
Першим головою в 1950—1953 роках був Болюх Василь.
З 9 голів СУОА найдовше (13 pp.) урядував Мирослав Болюх (з інших Лідія Гаєвська-Денес, Микола Цюрак); 1977 — Юрій Денисенко.